# Beyond Evil (filme)
Beyond Evil é um filme de terror dos anos 1980, dirigido por Herb Freed e estrelado por John Saxon.

## Sinopse
Quando um arquiteto e a sua noiva se mudam para a casa dos seus sonhos, em uma mansão colonial, eles acham que as suas novas escavações têm uma rica história de violência sangrenta. Além do mais, a mansão na qual estão é ocupada por um fantasma de 100 anos de idade, com o objetivo de vingar e expulsar os recém-casados de seu refúgio.

## Lançamento
O filme foi distribuído em DVD pela  Troma Entertainment.